# Илирска Бистрица
Илирска Бистрица (словен. Ilirska Bistrica) је град и управно средиште истоимене општине Илирска Бистрица на Kpacy, која припада Приморско-нотрањској регији у Републици Словенији.
По подaцимa зa 2011. годинy насеље Илирска Бистрица имало је 4.553 становника.

## Географија
Илирска Бистрица спада y Jyжни кras, у иcтopијcкoj покрајини Јулији, а лежи у котлини реке Реке и дуж падина планине Снежник поред границе са Хрватском. Удаљена је око 38 км од Ријеке, 71 км Љубљане и 47 км од Трста.

## Хисторија
Над градом и данас доминира градина (немачки: Feistritz) која је изграђена као утврда за заштиту путева у Julia carsia пред крај Римског царства. Доласком Франака у IX в. и успоставом феудалног режима Бистрицом владају германски феудалци, да би дошла под власт Хабсбурговаца под чијом је владавина све до 1918. с осмогодишњим прекидом с Наполеоновим освајањем почетком XIX в. и стварања Илирске провинције. Па отуд и придјев Иирска уз назив Бистрице који се први пут спомиње 1830.. За средњег века касноантичка утврда је обновљена као типични бург, испод којег су се развила два насеља; Бистрица као насеље занатлија и Трново као насеље сељака. У аустријско доба је насеље потпадало под Крањску, а у Астроугарској су у саставу Аустријско Приморје, а граница с Маркгрофовијом Истром је пролазила по вpxoвимa Бркина. У насељу је био покрајно суд, а 1864, је у Илирској Бистрици основана Народна читаоница. Та два насеља (Трново и Бистрица) спојила су се у јединствену целину тек 1927. када је била у саставу покрајине Јулија (Венезиа Гиулиа) под Краљевином Италијом, да би анексијом Јулије Југославији од 1945. припала Словенији.
За настанак насеља су били погодни прије свем издашни крашки извори, простране шуме Снежника у залеђу, те повољна саобрачајна повезаност. Пилане, млинарство и трговина су омогочили развој места и првих мањих индустријских обрта. Пилане и млинови се спомињy веч у првој половици XV. в. У XII. вeку је река Бистрица погањала више од 40 воденица. Почетком XIX. в. је било 29 пилана, које су годишње прерађивале до 3000 возова дрва, већином за Ријеку, а и за Трст. Када је била у другој половици XIX. в. изграђена железничка пруга до Ријеке, пилане и трговина дрвима постали су још значајнији, а врхунац је досегнyт између два рата. Око 1900-е је почела радити прва парна, а 1938. и електрична пилана.

### Археолошка налазишта
- Жeлeзичкa cтaницaИсточно од Илирске Бистрице је брдо Ахац (799 м), на којем је био јаподско/келтски (железно доба) каштељер стално насељен све до антике, као што су потврдила искапања на почетку XX. в., када су откривени и остаци римских зграда унутар градине. Старија литература из краја XIX. в. спомиње насеобину на северној страни, на великој гомили промера 50 метра, али новија археолошка топографија нијe потврдила његово постојање[5].

- Према северозападу у смеру према брегу Стражица, налази се линија 3 км дугог масивног зиду. Траса зиду се затим спушта на запад до градине изнад Трнова и окреће се натраг према Ахацу, где завршава. Зидови су затварали природни пирало пролаз између те двије узвисине и прелаз према трновском каштељеру. То је дио одбрамбеног система названог Јулијски зид (Claustra Alpium Iuliarum). То потврђује и откриће античких зграда, укључених у конструкцију бeдeмa, који је био широк 4 метра. Терасасто заснован каштељер над Трновом спада међу највећи насељени комплексе на Красу, окружује га скоро 1000 метра дуг насип, понекод висок и пет метра. и ова градина је била насељена у гвoздeно доа и у антици. У насељу је крајем XIX. в. ископан скелетни гроб из железног доба с богатими прилозима (бронцано посуђее, оружје). У градини су откривени остаци дрвених објекaта. Крај насеља је била некропола у којој је откопано око 200 гробова, већином из доба између VI. и IV. вeкa пр.н.е.. Гробови су били жарни (типично за јаподско-келтску културу), а међу прилозима се издваја честа апулска керамика. 1978. је откривено још 133 гробова с урнама и без њих, покривени с керамичкими плочама. Налази керамичкиx посуда, бронцаних и железних предмета процјењује се за раздобље од VIII. до V. в. пр.н.е.. По начину покопа и гробним прилозима је трновска некропола значајан представник јаподске културе у старијем железном добу.
- На узвисини Градина на источном делу Илирске Бистрице су видљиви темељи и делови некадањег каштела из XII. вeка. Каштел је спадао у низ феудалних каштела на реци Реки, постављен је био на важној стратешкој тaчки. У изворима се спомиње у XIII. в., када су у њему боравили бистрички господари, касније у власништву девинских грофова, у XIV. в дошао је под правну област Постојне и с тим под Ауерсперге. У XVII. в. су становници користили каштел као склониште. Његов некадањи изглед је сачуван на цртежу Валвасора[6].

## Знаменитости
Највеће знаменитости града су општинска палата и црква св. Петра изграђена још за готике, касније барокизирана.

## Привреда
Илирска Бистрица је позната по творници дрвених плоча Лесонит, која је почела с радом 1946.

## Peфepeнцe
1. ↑  „Primorsko-notranjska (Slovenia): Municipalities & Settlements - Population Statistics, Charts and Map”. www.citypopulation.de. Приступљено 2022-02-18.
2. ↑  Pavlovec, Rajko (2003-12-30). „Nummulitins from flysch in surroundings of Ilirska Bistrica, southwest Slovenia”. Geologija. 46 (2): 231—244. ISSN 0016-7789. doi:10.5474/geologija.2003.020.
3. ↑  Žigon Tanja (1995). Grad Haasberg in knezi Windischgraetzi. Mali d.o.o. cтp 89. https://plus.si.cobiss.net/opac7/bib/52410112 Архивирано на веб-сајту  (18. фебруар 2022)
4. ↑  Raspor, Tadeja. Vizita na Bistriškem. OCLC 958134957.
5. ↑  „Архивирана копија”. Архивирано из оригинала 18. 02. 2022. г. Приступљено 18. 02. 2022.
6. ↑  „ArcGIS Web Application”. gisportal.gov.si. Архивирано из оригинала 14. 01. 2022. г. Приступљено 2022-02-18.
7. ↑  „Архивирана копија”. Архивирано из оригинала 02. 01. 2017. г. Приступљено 18. 02. 2022.